# تاکویا مورایاما
تاکویا مورایاما (انگلیسی: Takuya Murayama؛ زادهٔ ۸ اوت ۱۹۸۹) بازیکن فوتبال اهل ژاپن است که در پست هافبک بازی می‌کند.
از باشگاه‌هایی که در آن بازی کرده‌است می‌توان به باشگاه فوتبال راتچابوری اشاره کرد.